# Nate Wolters
Nate Wolters (nacido el 15 de febrero de 1991 en St. Cloud, Minnesota) es un jugador de baloncesto estadounidense que en la actualidad forma parte del Panathinaikos B. C. de la A1 Ethniki. Con 1,93 metros de altura, juega en la posición de base.

## Trayectoria deportiva

### Universidad
Jugó durante cuatro temporadas con los Jackrabbits de la Universidad Estatal de Dakota del Sur, en las que promedió 18,5 puntos, 4,7 rebotes y 5,2 asistencias por partido. Fue incluido en sus tres últimas temporadas en el mejor quinteto de la Summit League, y elegido Jugador del Año en 2013. Es el único jugador en la historia de los Jackrabbits en anotar más de 2.000 puntos (2.353), y además ostenta los récords de más asistencias (663) y más tiros libres anotados (664). En su última temporada fue también incluido en el tercer equipo All-American por Associated Press.

### Profesional
Fue elegido en la trigésimo octava posición del Draft de la NBA de 2013 por Washington Wizards, pero fue inmediatamente traspasado a Philadelphia 76ers, quienes vendieron sus derechos a los Milwaukee Bucks.
El 14 de enero de 2015 firmó un contrato por diez días con los New Orleans Pelicans.
Tras su breve paso por la NBA, este base alto que había maravillado en NCAA con South Dakota State debutaba en Europa con Besiktas. Muy completo en su juego aunque con aspectos a mejorar como el tiro exterior, su perfil se ajusta al basket europeo. Y así lo demostró, firmando 11.6 puntos 4.6 rebotes y 5.4 asistencias por encuentro en la BSL hasta que Besiktas lo acabó cortando buscando mayor anotación con Randy Culpepper y Bobby Brown.
En octubre de 2016 ficha por un año con el Estrella Roja de Belgrado.
Tras unos meses en los que estuvo jugando con Salt Lake City Stars (equipo de la NBA G League, vinculado a Utah Jazz), firma en enero de 2018 por el equipo francés del Élan Sportif Chalonnais hasta final de temporada.
En julio de 2018 recala en las filas del Žalgiris Kaunas con un contrato de un año más otro opcional.
En la temporada 2019-20 forma parte de la plantilla de Maccabi Tel Aviv Basketball Club, con el que promedia 7.5 puntos y 2.6 asistencias por partido en Euroleague.
En julio de 2020, firma con UNICS Kazán de la VTB United League.
En la temporada 2021-22, firma por el Estrella Roja de la ABA Liga.
El 15 de julio de 2022, firma por el Panathinaikos B. C. de la A1 Ethniki.

## Estadísticas de su carrera en la NBA

### Temporada regular
| Año     | Equipo      | PJ | PT | MPP  | %TC  | %3P  | %TL  | RPP | APP | ROB | TPP | PPP |
| ------- | ----------- | -- | -- | ---- | ---- | ---- | ---- | --- | --- | --- | --- | --- |
| 2013-14 | Milwaukee   | 58 | 31 | 22.6 | .437 | .290 | .656 | 2.6 | 3.2 | .6  | .3  | 7.2 |
| 2014-15 | Milwaukee   | 11 | 0  | 12.9 | .387 | .000 | .250 | 1.5 | .9  | .5  | .0  | 2.3 |
| 2014-15 | New Orleans | 10 | 0  | 10.6 | .286 | .000 | .500 | 1.8 | 1.1 | .3  | .2  | 1.7 |
| Total   | Total       | 79 | 31 | 19.7 | .426 | .261 | .635 | 2.3 | 2.6 | .5  | .2  | 5.8 |